# Майський (Первомайський район)
Ма́йський (рос. Майский) — селище у складі Первомайського району Томської області, Росія. Входить до складу Первомайського сільського поселення.
Старі назви — Майські, Майське.

## Населення
Населення — 104 особи (2010; 120 у 2002).
Національний склад (станом на 2002 рік):
- росіяни — 81 %